# L'Aube de la victoire
Pour plus de détails, voir Fiche technique et Distribution.
L'Aube de la victoire (Η Χαραυγή της Νίκης, I Charavgi tis nikis) est un film grec réalisé par Dimis Dadiras et sorti en 1971.

## Synopsis
En 1943, les forces grecques régulières installées en Égypte envoie un officier, Nikitas (Nikos Dadinopoulos), avec un commando détruire le plus grand aéroport allemand de Crète. Cependant, son père (Dimos Starenios) est un alcoolique et collaborateur notoire. De plus, Nikitas et le chef de la résistance grecque locale, Lefteris, sont amoureux de la même femme, Martha. La résistance refuse d'aider le commando. Cependant, après un attentat qui détruit un pont et l'exécution du commandant allemand par la résistance, le père de Lefteris et Martha sont arrêtés. La résistance attaque la prison et les libère. Une bataille s'ensuit entre troupes allemandes d'un côté et résistance et commando de l'autre. La mission du commando est finalement accomplie.

## Fiche technique
- Titre : L'Aube de la victoire
- Titre original : Η Χαραυγή της Νίκης (I Charavgi tis nikis)
- Réalisation : Dimis Dadiras
- Scénario : Giorgos Lazaridis (el)
- Direction artistique :
- Décors : Petros Kapouralis
- Costumes : Kostas Papachristos
- Photographie : Pavlos Filippou
- Son : Antonis Bairaktaris
- Montage : Pavlos Filippou
- Musique : Kostas Kapnisis (en)
- Production : Société générale anonyme industrielle et commerciale d'entreprises cinématographiques et Damaskinos-Michaïlidis (el)
- Pays d'origine : Grèce
- Langue : grec
- Format : Couleurs
- Genre : Film de guerre
- Durée : 100 minutes
- Date de sortie : 1971

## Distribution
- Lakis Komninos (el)
- Betty Arvaniti (en)
- Miranta Kounelaki
- Nikos Dadinopoulos
- Gikas Biniaris (el)
- Ilya Livykou (en)

## Récompenses
Meilleure actrice dans un second rôle au Festival du cinéma grec 1971 de Thessalonique.